# Gleasonia duidana
Gleasonia duidana är en måreväxtart som beskrevs av Paul Carpenter Standley. Gleasonia duidana ingår i släktet Gleasonia och familjen måreväxter.

## Underarter
Arten delas in i följande underarter:
- G. d. duidana
- G. d. latifolia